# Ping

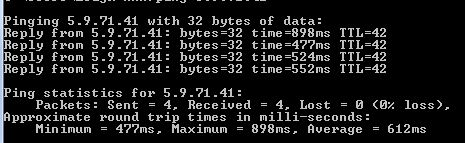
ping într-o fereastră Windows 2000

Ping este un instrument de rețea folosit pentru a verifica dacă un anumit calculator poate fi accesat prin intermediul unei rețele de tip IP. Ping trimite mesaje ICMP “echo request” (în românește solicitare de răspuns) prin pachete adresate host-ului vizat și așteaptă răspunsul la aceste mesaje venite sub formă de răspunsuri ICMP “echo response” de la hostul destinație. Transmițând periodic astfel de pachete și calculând întârzierea cu care ajung răspunsurile, ping estimează timpul de round-trip, precum și rata de pierdere a pachetelor dintre host-uri.

## Istoria
Mike Muuss a scris programul în decembrie 1983, ca instrument de depanare a comportamentului ciudat al unei rețele IP. L-a numit după sunetul pulsurilor unui sonar, pentru că operațiile sunt asemănătoare cu cele efectuate de un sonar activ al unui submarin, unde un operator emite pulsuri de energie (un pachet IP) către destinație, care se reflectă când se lovesc de țintă, răspunsul fiind capturat de către emițătorul inițial. 
Utilitatea folosirii ping pentru "diagnosticarea" conectivității Internet a fost afectată spre finalul lui 2003, când un număr semnificativ de ISP au început să filtreze mesajele ICMP Type 8 (echo request) la marginea externă a rețelelor lor. Acest lucru se datorează pe de-o parte de folosirea din ce în ce mai frecventă a ping-ului ca metodă de identificare țintelor de către worms precum Welchia, care au umplut Internetul de solicitări de tip ping pentru a localiza computere noi pe care să le infecteze. Nu numai că răspunsurile venite de la ținte furnizau informații folositoare atacatorilor, dar contribuiau semnificativ la încărcarea cu trafic inutil a rețelelor, provocând probleme routerelor din Internet.
Lumea s-a împărțit astfel în două tabere, una care susține ca ICMP să fie filtrat pentru a nu divulga informații despre arhitectura de rețea, și o alta care este pentru a nu filtra aceste mesaje, permițându-se astfel o diagnosticare rapidă.

## Exemplu
Următorul exemplu este rezultatul comenzii ping către www.google.com dintr-un sistem Linux, folosind implementarea iputils de ping:
```
$ ping www.google.com
PING www.l.google.com (64.233.183.103) 56(84) bytes of data.
64 bytes from 64.233.183.103: icmp_seq=1 ttl=246 time=22.2 ms
64 bytes from 64.233.183.103: icmp_seq=2 ttl=245 time=25.3 ms
64 bytes from 64.233.183.103: icmp_seq=3 ttl=245 time=22.7 ms
64 bytes from 64.233.183.103: icmp_seq=4 ttl=246 time=25.6 ms
64 bytes from 64.233.183.103: icmp_seq=5 ttl=246 time=25.3 ms
64 bytes from 64.233.183.103: icmp_seq=6 ttl=245 time=25.4 ms
64 bytes from 64.233.183.103: icmp_seq=7 ttl=245 time=25.4 ms
64 bytes from 64.233.183.103: icmp_seq=8 ttl=245 time=21.8 ms
64 bytes from 64.233.183.103: icmp_seq=9 ttl=245 time=25.7 ms
64 bytes from 64.233.183.103: icmp_seq=10 ttl=246 time=21.9 ms

--- www.l.google.com ping statistics ---
10 packets transmitted, 10 received, 0% packet loss, time 9008ms
rtt min/avg/max/mdev = 21.896/24.187/25.718/1.619 ms
```

Listarea arată că www.google.com are o înregistrare CNAME DNS pentru www.l.google.com care este rezolvată sub forma adresei IP 64.233.183.103.
Listarea arată mai apoi rezultatele a trimiterii de 10 pinguri către 64.233.183.103 cu răspunsuri sumarizate la final.
- timpul minim de ping a fost de 21.896 milisecunde
- timpul mediu de ping a fost de 24.187 milisecunde
- timpul maxim de ping a fost de 25.718 milisecunde

Următorul exemplu este rezultatul comenzii ping către www.google.com din Windows XP din versiunea inclusă în acest sistem de operare:
```
C:\>ping www.google.com

Pinging www.google.com [64.233.183.103] with 32 bytes of data:

Reply from 64.233.183.103: bytes=32 time=25ms TTL=245
Reply from 64.233.183.103: bytes=32 time=22ms TTL=245
Reply from 64.233.183.103: bytes=32 time=25ms TTL=246
Reply from 64.233.183.103: bytes=32 time=22ms TTL=246

Ping statistics for 64.233.183.103:
    Packets: Sent = 4, Received = 4, Lost = 0 (0% loss),
Approximate round trip times in milli-seconds:
    Minimum = 22ms, Maximum = 25ms, Average = 23ms
```

Listarea arată că www.google.com are o înregistrare CNAME DNS pentru www.google.com care este rezolvată sub forma adresei IP 64.233.183.103.
Listarea afișază rezultul efectuării a 4 pinguri către 64.233.183.103 cu rezultatele sumarizate automat la final.
- timpul minim de ping a fost de 22 milisecunde
- timpul mediu de ping a fost de 23 milisecunde
- timpul maxim de ping a fost de 25 milisecunde